# ジェラール・ド・ヴィリエ
ジェラール・ド・ヴィリエ（Gérard de Villiers, 1929年12月8日 - 2013年10月31日）は、フランスの著作家、ジャーナリスト、編集者。

## 生涯
ド・ヴィリエは劇作家ジャック・ドゥヴァル（Jacques Deval）の息子としてパリに生まれた。パリ高等ジャーナリズム学院（Ecole Supérieure de Journalisme de Paris）を卒業し、1951年に、反ユダヤ主義とナチス・ドイツの賛美を掲げる極右週刊誌"Rivarol"への記事の執筆で記者としてのキャリアを始める。
1952年にはアルジェリア戦争に従軍。復員後はフリーの記者として複数のメディアに記事を執筆する。記者としての姿勢は著しくモラルを欠いたもので、とりわけ1964年に"France-Dimanche"に寄稿した記事は重大な人権侵害を孕んでいた。フランスの女性歌手シェイラが、ホルモンバランスの乱れによる貧血を治療するために男性ホルモンの投与を受けていることを知ったド・ヴィリエは、シェイラが男性ホルモンの投与によって性転換しているかのように誤解を煽る捏造記事を執筆したことが知られる。この件はド・ヴィリエの独断ではなくシェイラの話題性を高めることを望んだマネージャーとの結託によるものだったが、ド・ヴィリエの捏造記事によってシェイラはその後何年も苦しみ続けたことを告白している。
1965年から、スパイ小説『SAS』シリーズを書き始める。オーストリア人の王子にしてCIAエージェント、「プリンス・マルコ」ことマルコ・リンゲ（Malko Linge）の冒険を描くものである。「SAS」は、イギリス王室の「His Royal Highness（HRH、「殿下」の敬称）」のフランス語表記「Son Altesse Sérénissime」と、イギリス陸軍の特殊部隊「SAS」のもじりである。シリーズは200冊を数えている。タイトルには舞台となる地名がつけられている。また、その時代の事件が小説に取り込まれている。
「SAS」シリーズは映画化もされている。
- サン・サルバドル／地獄の戦火（S.A.S. à San Salvador, 1983年）[6] - プリンス・マルコ役はマイルズ・オキーフ（Miles O'Keeffe）。
- プリンス・マルコ/地中海の標的（Eye of the Widow, 1989年）[7] - プリンス・マルコ役はリチャード・ヤング（Richard Young）。監督はアンドリュー・V・マクラグレン（Andrew McLaglen）。

SASシリーズは女性蔑視、外国人憎悪を煽る内容、サディズムと露悪的なエロを前面に出した作風、スパイ小説のマンネリズムに陥り創意工夫に欠けるストーリー展開などから一般的なフランスの文壇、ノワール小説や冒険小説の読者からは無視されている。一方で作中で描かれる国際情勢に関しては、よく取材されて正確に書かれているとの評価もある。国際諜報機関についてよく取材されていることから、CIA工作員からもよく読まれているとの説もある。
ド・ヴィリエは歯に衣着せぬ右派でもある。1981年に「Minute」誌で「国民戦線の中にある優れたもの」を理解したと公言した時には、極右への共感を表明したと批判され、作品が書店から姿を消した。しかし、ド・ヴィリエは自分の出版社で本を出版し、鉄道駅や空港で販売した。ド・ヴィリエが経営する出版社では彼自身以外にも、セルジュ・ブリュソロやナディーヌ・モンフィス（Nadine Monfils）などの優秀な作家に執筆の機会を与えているが、他社では執筆させないような煽情的、あるいはグロテスクな内容の作品が多数を占めており、出版社経営に対するフランス文壇からの評価も冷ややかであった。
1981年には脱税で逮捕されている。
著名なフランス知識人であるベルナール＝アンリ・レヴィ（Bernard-Henri Lévy）は、英紙「ガーディアン」で、「SAS」シリーズを読むことが密かな愉しみであることを認めた。

## SASシリーズ
1. SAS/イスタンブール潜水艦消失（SAS à Istanbul, 1965年）創元推理文庫
2. SAS/イランCIA対マルコ（SAS contre C.I.A., 1965年）創元推理文庫
3. プリンス・スパイ マルコ・リンゲ ヒロシマの復讐（Opération Apocalypse, 1965年）立風書房マンボウブックス
4. SAS/リオ マンガン鉱争奪戦（Samba pour SAS, 1966年）創元推理文庫
5. プリンス・スパイ マルコ・リンゲ シスコの女豹（Rendez-vous à San Francisco, 1966年）立風書房マンボウブックス
6. SAS/ケネディ秘密文書（Dossier Kennedy, 1967年）創元推理文庫
7. SAS/ブルンジ スパイ衛星墜落（SAS broie du noir, 1967年）創元推理文庫
8. SAS/カリブ海ハリケーン作戦（SAS aux Caraïbes, 1967年）創元推理文庫
9. プリンス・スパイ マルコ・リンゲ CIA長官の自殺（SAS à l'ouest de Jérusalem, 1967年）立風書房マンボウブックス
10. SAS/クワイ河の黄金（L'or de la rivière Kwaï, 1968年）創元推理文庫
11. プリンス・スパイ マルコ・リンゲ いとしのサブリナ（Magie noire à New York, 1968年）立風書房マンボウブックス
12. SAS/香港三人の未亡人（Les trois veuves de Hong Kong, 1968年）創元推理文庫
13. プリンス・スパイ マルコ・リンゲ 白夜の魔女（L'abominable sirène, 1969年）立風書房マンボウブックス
14. SAS/バグダッドの黒豹（Les pendus de Bagdad, 1969年）創元推理文庫
15. SAS/インディアン狩り（La panthère de Hollywood, 1969年）創元推理文庫
16. SAS/寄港地パゴ・パゴ（Escale à Pago Pago, 1969年）創元推理文庫
17. SAS/バリ島の狂気（Amok à Bali, 1970年）創元推理文庫
18. SAS/ゲバラ万歳（Que viva Guevara, 1970年）創元推理文庫
19. プリンス・スパイ マルコ・リンゲ 日本情報部対CIA（Cyclone à l'ONU, 1970年）立風書房マンボウブックス
20. SAS/サイゴンサンライズ作戦（Mission à Saïgon, 1970年）創元推理文庫
21. SAS/伯爵夫人の舞踏会（Le bal de la Comtesse Adler, 1971年）創元推理文庫
22. SAS/セイロン舎利塔の秘宝（Les parias de Ceylan, 1971年）創元推理文庫
23. SAS/ヨルダン国王の危機（Massacre à Amman, 1971年）創元推理文庫
24. SAS/ハイチ 黒犬に化けた男（Requiem pour Tontons Macoutes, 1971年）創元推理文庫
25. プリンス・スパイ マルコ・リンゲ 林彪誘拐（L'homme de Kaboul, 1972年）立風書房マンボウブックス
26. SAS/ベイルートの連続殺人（Mort à Beyrouth, 1972年）創元推理文庫
27. SAS/ボリビアのナチ狩り（Safari à La Paz, 1972年）創元推理文庫
28. SAS/ラオス黄金の三角地帯（L'héroïne de Vientiane, 1972年）創元推理文庫
29. SAS/チェックポイント・チャーリー（Berlin : Check-point Charlie, 1973年）創元推理文庫
30. SAS/ザンジバルのために死す（Mourir pour Zanzibar, 1973年）創元推理文庫
31. SAS/モンテビデオの天使（L'ange de Montevideo, 1973年）創元推理文庫
32. プリンス・スパイ マルコ・リンゲ ベガスの殺人会社（Murder Inc., Las Vegas, 1973年）立風書房マンボウブックス
33. SAS/北極圏の逃亡者（Rendez-vous à Boris Gleb, 1974年）創元推理文庫
34. プリンス・スパイ マルコ・リンゲ キッシンジャー暗殺（Kill Henry Kissinger !, 1974年）立風書房マンボウブックス
35. SAS/カンボジア式ルーレット（Roulette cambodgienne, 1974年）創元推理文庫
36. SAS/SAS怒りのベルファスト（Furie à Belfast, 1974年）創元推理文庫
37. SAS/アンゴラ独立前夜（Guêpier en Angola, 1975年）創元推理文庫
38. SAS/日本連合赤軍の挑戦（Les otages de Tokyo, 1975年）創元推理文庫
39. SAS/サンチアゴ 冷たい手の男（L'ordre règne à Santiago, 1975年）創元推理文庫
40. SAS/リスボン KGB秘密計画（Les sorciers du Tage, 1975年）創元推理文庫
41. SAS/アメリカ石油封鎖ショック（Embargo, 1976年）創元推理文庫
42. SAS/シンガポール華僑の秘密（Le disparu de Singapour, 1976年）創元推理文庫
43. SAS/ローデシアの陰謀（Compte à rebours en Rhodésie, 1976年）創元推理文庫
44. プリンス・スパイ マルコ・リンゲ アテネ殺人事件（Meurtre à Athènes, 1976年）立風書房マンボウブックス
45. SAS/エチオピア皇帝の宝（Le trésor du Négus, 1977年）創元推理文庫
46. SAS/ロンドンスパイ連合作戦（Protection pour Teddy Bear, 1977年）創元推理文庫
47. SAS/ソマリア人質奪回作戦（Mission impossible en Somalie, 1977年）創元推理文庫
48. SAS/ニューヨーク大追跡（Marathon à Spanish Harlem, 1977年）創元推理文庫
49. SAS/セーシェル沖暗礁地帯（Naufrage aux Seychelles, 1978年）創元推理文庫
50. SAS/ワルシャワ 同志を売る男（Le printemps de Varsovie, 1978年）創元推理文庫
51. SAS/イスラエル嘆きの壁の女（Le gardien d'Israël, 1978年）創元推理文庫
52. SAS/ザイール レッド・アイ・ミサイル（Panique au Zaïre, 1978年）創元推理文庫
53. SAS/ニカラグアの十字軍（Croisade à Managua, 1979年）創元推理文庫
54. SAS/マルタを見て死ね（Voir Malte et mourir, 1979年）創元推理文庫
55. SAS/登小平の密命（Shangaï Express, 1979年）創元推理文庫
56. SAS/ハワイ CIA危機一髪（Opération Matador, 1979年）創元推理文庫
57. SAS/コロンビアの決闘（Duel à Barranquilla, 1980年）創元推理文庫
58. SAS/ハンガリー我が祖国（Piège à Budapest, 1980年）創元推理文庫
59. SAS/アブダビ王宮の陰謀（Carnage à Abu Dhabi, 1980年）創元推理文庫
60. SAS/エル・サルバドル殺人指令（Terreur à San Salvador, 1980年）創元推理文庫
61. （Le complot du Caïre, 1981年）
62. （Vengeance romaine, 1981年）
63. （Des armes pour Khartoum, 1981年）
64. （Tornade sur Manille, 1981年）
65. （Le fugitif de Hambourg, 1982年）
66. （Objectif Reagan, 1982年）
67. （Rouge grenade, 1982年）
68. （Commando sur Tunis, 1982年）
69. （Le tueur de Miami, 1983年）
70. （La filière bulgare, 1983年）
71. （Aventure au Surinam, 1983年）
72. （Embuscade à la Khyber Pass, 1983年）
73. （Le vol 007 ne répond plus, 1984年）
74. （Les fous de Baalbek, 1984年）
75. （Les enragés d'Amsterdam, 1984年）
76. （Putsch à Ouagadougou, 1984年）
77. （La blonde de Prétoria, 1985年）
78. （La veuve de l'Ayatollah, 1985年）
79. （Chasse à l'homme au Pérou, 1985年）
80. （L'affaire Kirsanov, 1985年）
81. （Mort à Ghandi, 1986年）
82. （Danse macabre à Belgrade, 1986年）
83. （Coup d'état au Yémen, 1986年）
84. （Le plan Nasser, 1986年）
85. （Embrouilles à Panama, 1987年）
86. （La madone de Stockholm, 1987年）
87. （L'otage d'Oman, 1987年）
88. （Escale à Gibraltar, 1987年）Presses de la Cité（この作品までの版元）
89. （Aventure en Sierra Leone, 1988年）Éditions Gérard de Villiers（以降は自身の版元で出版）
90. （La taupe de Langley, 1988年）
91. （Les amazones de Pyongyang, 1988年）
92. （Les tueurs de Bruxelles, 1988年）
93. （Visa pour Cuba, 1989年）
94. （Arnaque à Brunei, 1989年）
95. （Loi martiale à Kaboul, 1989年）
96. （L'inconnu de Leningrad, 1989年）
97. （Cauchemar en Colombie, 1989年）
98. （Croisade en Birmanie, 1990年）
99. （Mission à Moscou, 1990年）
100. （Les canons de Bagdad, 1990年）
101. （La piste de Brazzaville, 1991年）
102. （La solution rouge, 1991年）
103. （La vengeance de Saddam Hussein, 1991年）
104. （Manip à Zagreb, 1992年）
105. （KGB contre KGB, 1992年）
106. （Le disparu des Canaries, 1992年）
107. （Alerte Plutonium, 1992年）
108. （Coup d'état à Tripoli, 1992年）
109. （Mission Sarajevo, 1993年）
110. （Tuez Rigoberta Menchu, 1993年）
111. （Au nom d'Allah, 1993年）
112. （Vengeance à Beyrouth, 1993年）
113. （Les trompettes de Jéricho, 1994年）
114. （L'or de Moscou, 1994年）
115. （Les croisés de l'Apartheid, 1994年）
116. （La traque Carlos, 1994年）
117. （Tuerie à Marrakech, 1995年）
118. （L'otage du triangle d'or, 1995年）
119. （Le cartel de Sébastopol, 1995年）
120. （Ramenez-moi la tête d'El Coyote, 1995年）
121. （La résolution 687, 1996年）
122. （Opération Lucifer, 1996年）
123. （Vengeance tchétchène, 1996年）
124. （Tu tueras ton prochain, 1996年）
125. （Vengez le vol 800, 1997年）
126. （Une lettre pour la Maison-Blanche, 1997年）
127. （Hong Kong express, 1997年）
128. （Zaïre adieu 1997 editions gerard devilliers, 1997年）
129. （La manipulation Yggdrasil, 1998年）Éditions Malko productions（以下は左記が版元）
130. （Mortelle Jamaïque, 1998年）
131. （La peste noire de Bagdad, 1998年）
132. （L'espion du Vatican, 1998年）
133. （Albanie, mission impossible, 1999年）
134. （La source Yahalom, 1999年）
135. （Contre P.K.K., 1999年）
136. （Bombes sur Belgrade, 1999年）
137. （La piste du Kremlin, 2000年）
138. （L'amour fou du Colonel Chang, 2000年）
139. （Djihad, 2000年）
140. （Enquête sur un génocide, 2000年）
141. （L'otage de Jolo, 2001年）Éditions Gérard de Villiers（以降は再び自身の版元で出版）
142. （Tuez le pape, 2001年）
143. （Armageddon, 2001年）
144. SASプリンス・マルコ・シリーズ 中国の秘密を握る男（Li Sha-Tin doit mourir, 2001年）扶桑社
145. （Le roi fou du Népal, 2002年）
146. SASプリンス・マルコ・シリーズ ビン・ラディンの剣（Le sabre de Bin Laden, 2002年）扶桑社
147. （La manip du Karin A, 2002年）
148. （Bin Laden, la traque, 2002年）
149. （Le parrain du 17 novembre, 2003年）
150. （Bagdad-Express, 2003年）
151. SASプリンス・マルコ・シリーズ アルカイダの金塊を追え（L'or d'Al-Qaida, 2003年）扶桑社
152. （Pacte avec le diable, 2003年）
153. （Ramenez les vivants, 2004年）
154. （Le réseau Istanbul, 2004年）
155. （Le jour de la Tcheka, 2004年）
156. （La connexion saoudienne, 2004年）
157. （Otages en Irak, 2005年）
158. （Tuez Iouchtchenko, 2005年）
159. （Mission : Cuba, 2005年）
160. （Aurore noire, 2005年）
161. （Le programme 111, 2006年）
162. （Que la bête meure, 2006年）
163. （Le trésor de Saddam : 1, 2006年）
164. （Le trésor de Saddam : 2, 2006年）
165. （Le dossier K, 2007年）
166. （Rouge Liban, 2007年）
167. （Polonium 210, 2007年）
168. （Le défecteur de Pyongyang : 1, 2007年）
169. （Le défecteur de Pyongyang : 2, 2007年）
170. （Otage des Taliban, 2007年）
171. L'agenda Kosovo, 2008
172. Retour à Shangri-La, 2008
173. Al-Quaida attaque : 1, 2008
174. Al-Quaida attaque : 2, 2008
175. Éditions Gérard de Villiers, 2008
176. Tuez le Dalaï-Lama, 2008
177. Le Printemps de Tbilissi, 2009
178. Pirates, 2009
179. La Bataille des S-300 : 1, 2009
180. La Bataille des S-300 : 2, 2009
181. Le Piège de Bangkok, 2009
182. La Liste Hariri, 2010
183. La Filière suisse, 2010
184. Renegade : 1, 2010
185. Renegade : 2, 2010
186. Féroce Guinée, 2010
187. Le Maître des hirondelles, 2011
188. Bienvenue à Nouakchott, 2011
189. Rouge Dragon : 1, 2011
190. Rouge Dragon : 2, 2011
191. Ciudad Juárez, 2011
192. Les Fous de Benghazi, 2012
193. Igla S, 2012
194. Le Chemin de Damas : 1, 2012
195. Le Chemin de Damas : 2, 2012
196. Panique à Bamako, 2012
197. Le Beau Danube rouge, 2013
198. Les fantômes de Lockerbie, 2013
199. Sauve-qui-peut à Kaboul : 1, 2013
200. Sauve-qui-peut à Kaboul : 2, 2013
201. La Vengeance du Kremlin, 2013